# Ila, Nigeria
Ila (cunoscut și ca Ìlá Òràngún) este un oraș din Statul Osun, Nigeria.